# معادله دیفرانسیل همگن
یک معادله را معادله همگن می نامیم که اگر رابطه زیر به ازای هر عدد حقیقی {\displaystyle \lambda } برقرار باشد:
{\displaystyle f(x,\lambda y,\lambda y',\lambda y'')=\lambda ^{n}f(x,y,y',y'')}
برای مثال برای معادلات دیفرانسیل معمولی مرتبه اول داریم:
{\displaystyle {\frac {dy}{dx}}=F(x,y)}
به عبارت دیگر معادله همگن است اگر با تبدیل {\displaystyle y} ،{\displaystyle y'} و {\displaystyle y''} به {\displaystyle \lambda y}، {\displaystyle \lambda y'} و {\displaystyle \lambda y''} شکل اویه تابع با توانی از {\displaystyle \lambda } ظاهر شود؛ و این موضوع زمانی ممکن است که یکایک جملات معادله بر حسب {\displaystyle y} ،{\displaystyle y'} و {\displaystyle y''} از یک درجه یکسان باشند.
در این صورت {\displaystyle f} را تابع همگن از درجه {\displaystyle \lambda } یا {\displaystyle n} می‌نامیم؛ و برای حل آن از تغییر متغیر زیر استفاده می‌کنیم.
y= vx
dy=vdx+xdv